# Milotice nad Bečvou
Milotice nad Bečvou jsou obec v okrese Přerov v Olomouckém kraji. Žije zde 310 obyvatel.

## Název
Na vesnici bylo přeneseno původní pojmenování jejích obyvatel Milotici (doloženo písemně přímo takto, což u pomnožných místních jmen zakončených na -ice není časté), které bylo odvozeno od osobního jména Milota a znamenalo „Milotovi lidé“. Přívlastek „nad Bečvou“ byl připojen v roce 1924.

## Historie
První písemná zmínka o obci pochází z roku 1141 (Milotici).

## Obyvatelstvo
| Rok            | 1869 | 1880 | 1890 | 1900 | 1910 | 1921 | 1930 | 1950 | 1961 | 1970 | 1980 | 1991 | 2001 | 2011 | 2021 |
| -------------- | ---- | ---- | ---- | ---- | ---- | ---- | ---- | ---- | ---- | ---- | ---- | ---- | ---- | ---- | ---- |
| Počet obyvatel | 301  | 326  | 350  | 367  | 421  | 416  | 472  | 368  | 409  | 371  | 250  | 218  | 226  | 288  | 282  |
| Počet domů     | 64   | 57   | 58   | 57   | 60   | 67   | 77   | 85   | 86   | 91   | 74   | 81   | 88   | 92   | 106  |

## Obecní správa
Mezi lety 1869–1983 Milotice nad Bečvou byly obcí v okrese Hranice (1890–1950) a později v okrese Přerov. Od 1. července 1983 do 23. listopadu 1990 patřily jako část městyse k Hustopečím nad Bečvou a od 24. listopadu 1990 jsou opět samostatnou obcí.

### Obecní symboly
Znak a vlajka byly obci uděleny rozhodnutím předsedy Poslanecké sněmovny Parlamentu České republiky dne 11. května 2006.

## Osobnosti
- Jan Fojtík (* 1928), novinář, pedagog a bývalý politik Komunistické strany Československa

## Galerie

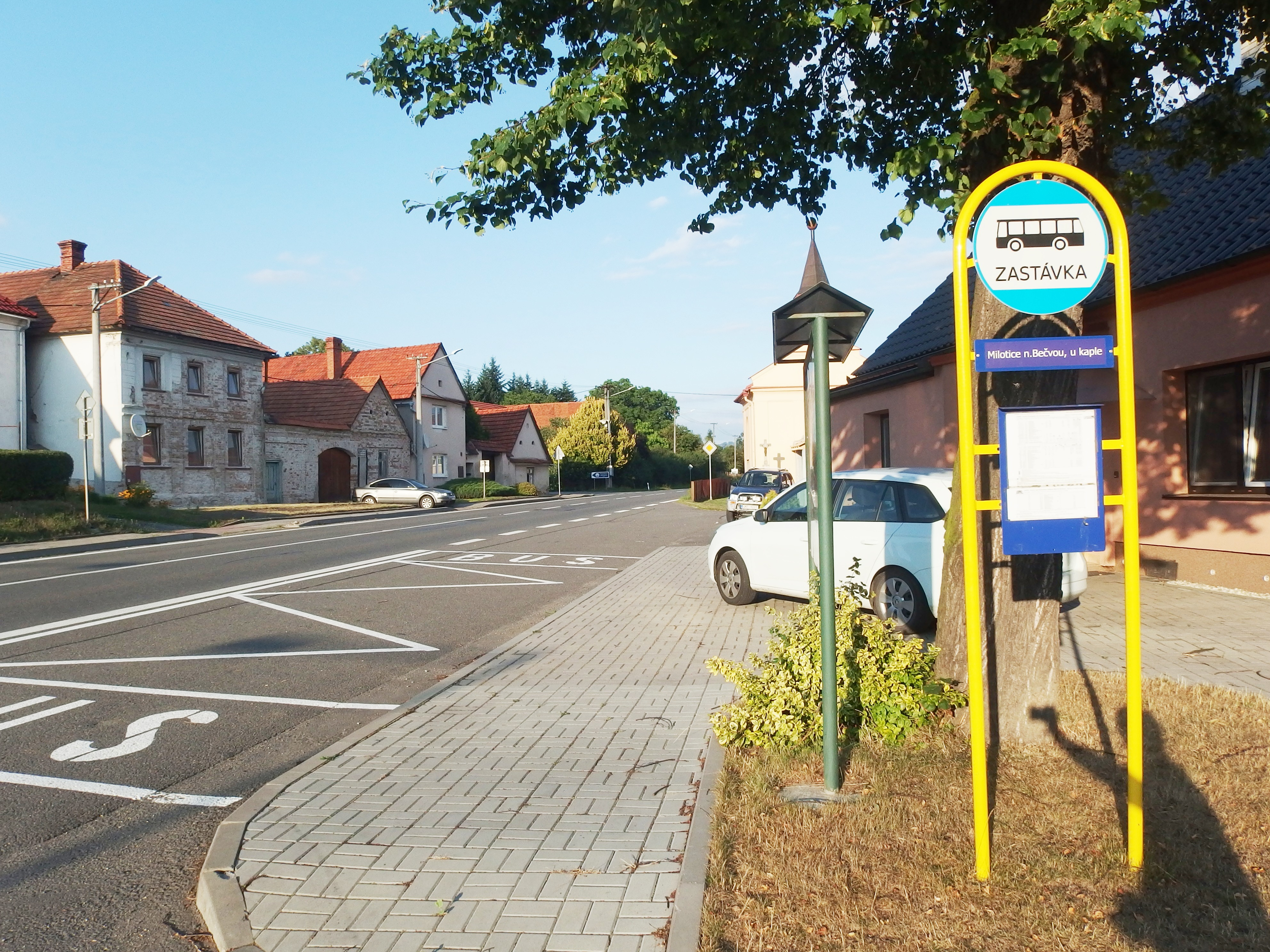
Hlavní ulice
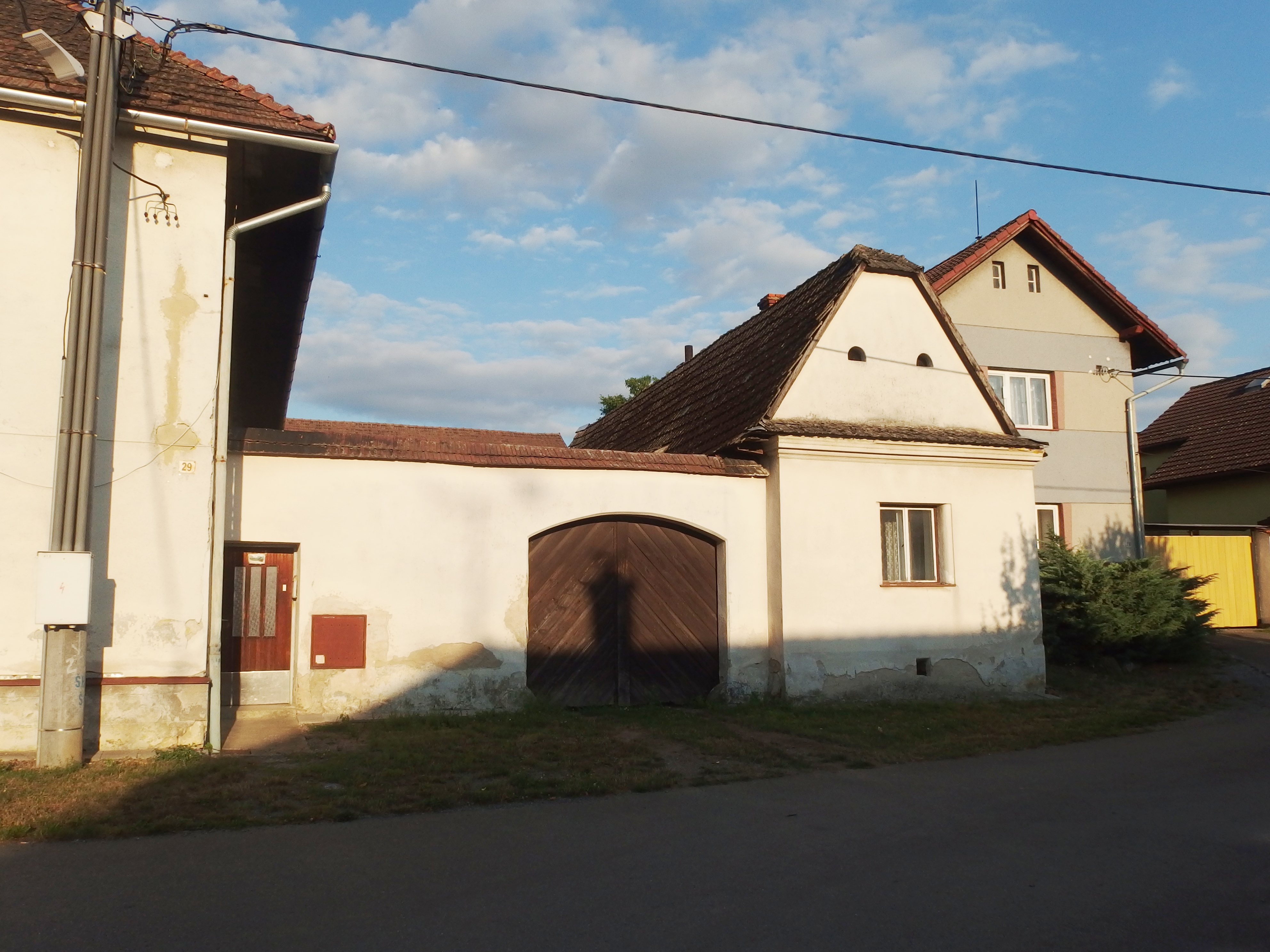
Dům č. p. 28
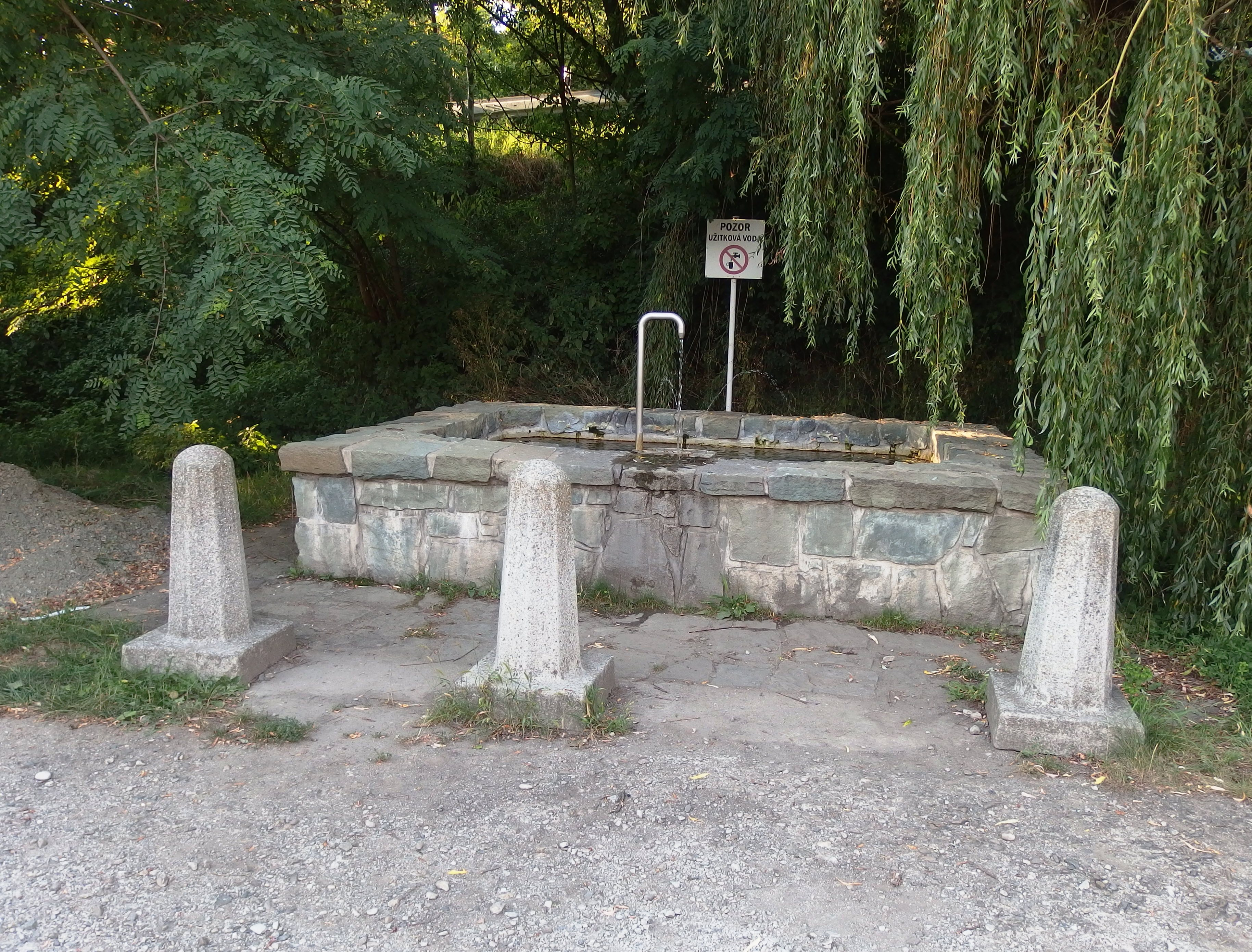
Kašna s užitkovou vodou
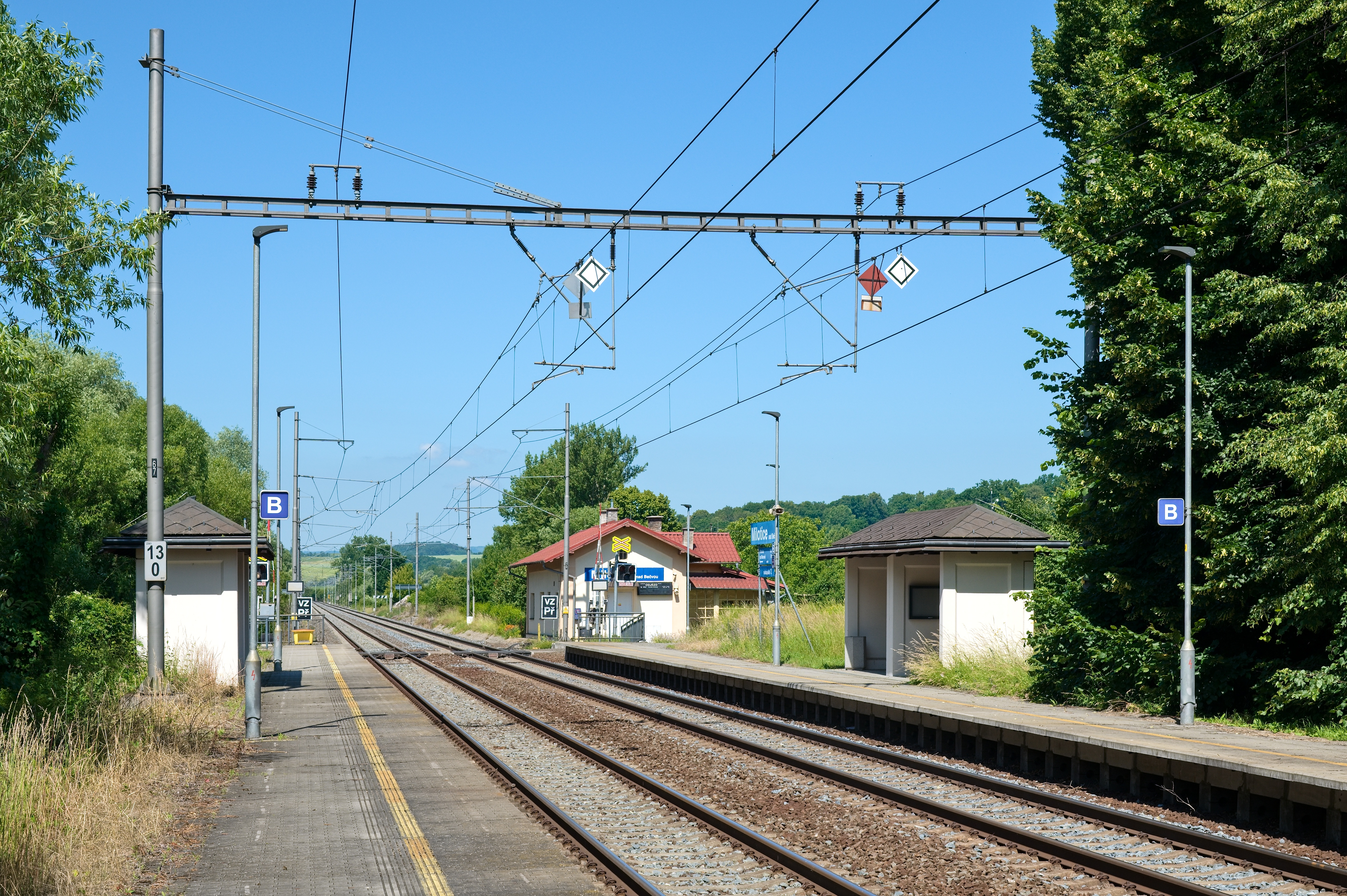
Železniční zastávka